# دنی کاراوان
دانیل "دنی" کاروان (عبری: דני קרוון‎ (زادهٔ ۱۹۳۰ – درگذشتهٔ ۲۹ مهٔ ۲۰۲۱) مجسمه ساز اسرائیلی بود که بیشتر به خاطر آثار و چیدمان های هنری به ویژه یادمان های هنری ادغام شده در محیط و طبیعت معروف بود.

## بیوگرافی

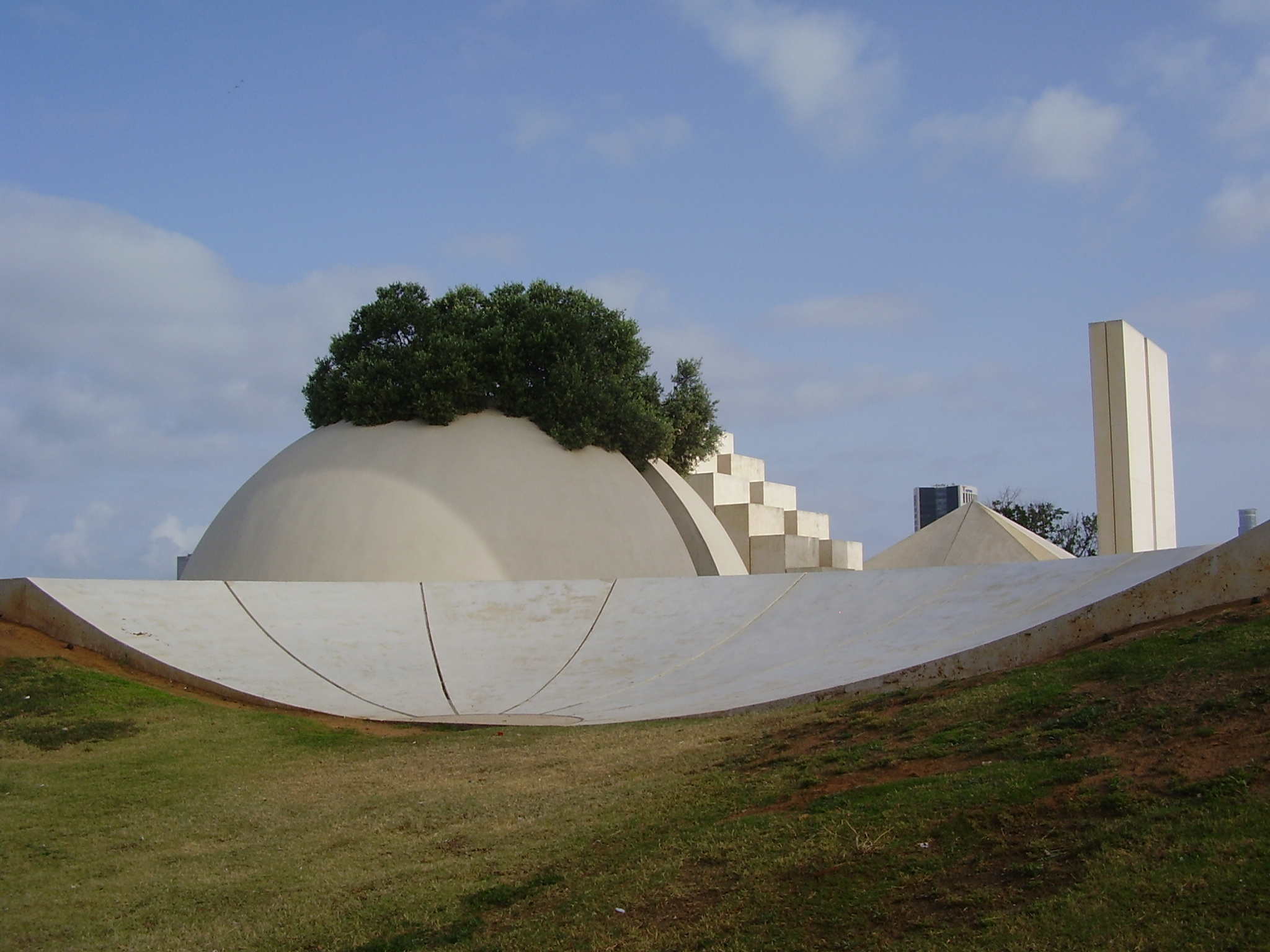
Kikar Levana پارک ادیت وولفسون Givatayim

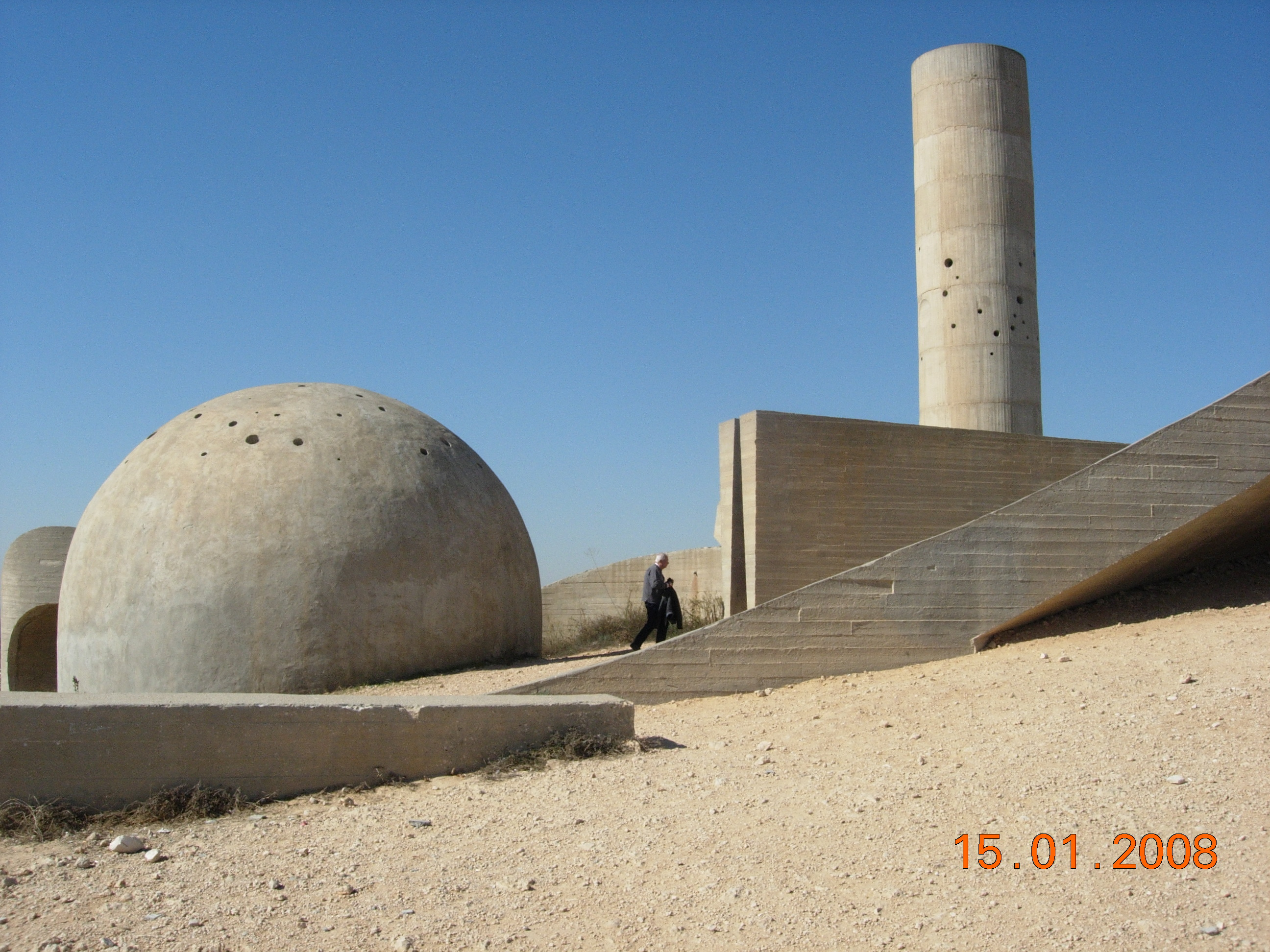
بنای یادبود تیپ نگب. بئرشبع

دانیل (دنی) کاروان در تل آویو به دنیا آمد. .